# Comuna Iapolot, Kostopil
Iapolot (în ucraineană Яполоть) este o comună în raionul Kostopil, regiunea Rivne, Ucraina, formată din satele Iapolot (reședința), Jalîn, Volîțea și Zbuj.

## Demografie
Componența lingvistică a comunei Iapolot
     Ucraineană (99,63%)
     Alte limbi (0,38%)
Conform recensământului din 2001, majoritatea populației comunei Iapolot era vorbitoare de ucraineană (99,63%), existând în minoritate și vorbitori de alte limbi.